# Johann von Wagner

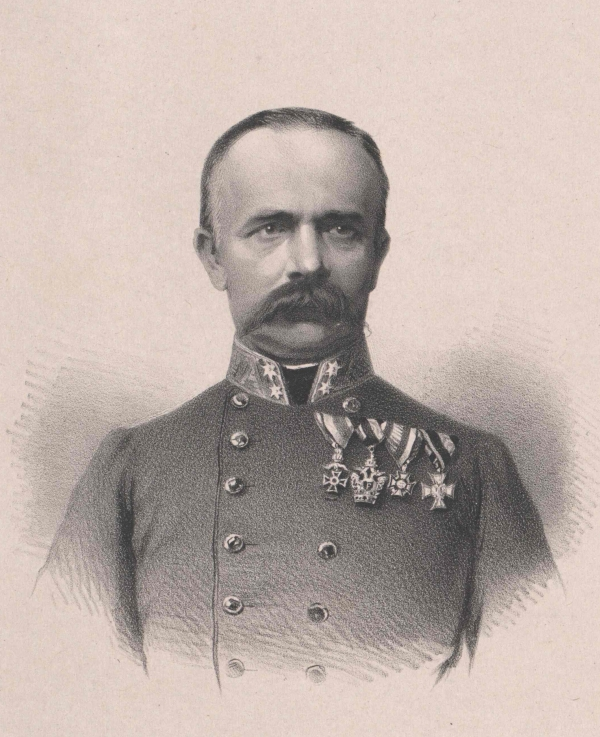
Johann von Wagner (1815–1894)

Johann Ritter von Wagner (* 19. April 1815 in Klocoć, Szluin; †  28. Oktober 1894 in Samobor, Kroatien) war ein österreichisch-ungarischer General.

## Leben
Johann Wagner wurde in Klocoć im Regimentsbezirk des Szluiner Grenz-Regiments als Sohn eines Offiziers geboren und trat am 12. Oktober 1826 in die Theresianische Militärakademie in Wiener Neustadt ein. Nach Abschluss der Akademie wurde er am 17. Oktober 1834 als Fähnrich in das Infanterieregiment Erzherzog Karl Ferdinand Nr. 51 berufen und am 1. November 1838 als Leutnant in dasselbe Regiment versetzt. Im Jahr 1840 wurde er dem Generalquartiermeisterstab von Feldmarschall Radetzky zugeteilt und am 12. Juni 1846 zum Oberleutnant und am 3. Juni 1848 zum Kapitänleutnant im Infanterieregiment Graf Gyulai Nr. 33 befördert.
Während des Italienfeldzugs 1848 war er Brigadeoffizier in der Brigade von Generalmajor Eduard Graf Clam-Gallas und nahm an den Straßenkämpfen in Mailand, den Schlachten von Santa Lucia, Curtatone und Montanara sowie der Belagerung von Vicenza teil. Weitere Einsätze hatte er in den Schlachten von Sona, Sommacampagna und Custozza. Für sein Verhalten im Jahr 1848 wurde er ausgezeichnet und zum Hauptmann im Generalstab befördert.
Bei der Wiederaufnahme der Feindseligkeiten in Italien im folgenden Jahr wurde er zunächst als Stabschef der Division von Feldmarschallleutenant Ludwig Freiherr von Wohlgemuth zugeteilt und schloss sich dann im Juni Feldmarschalleutnant Graf Clam als Stabschef des Siebenbürger Korps an, wo er an den Aktionen gegen die aufständischen ungarischen Truppen bei Szemeria und am Nyerges-Pass teilnahm. Am 30. August 1849 wurde er vorzeitig zum Major befördert.
Am 18. Juli 1853 zum Oberstleutnant und am 27. März 1857 zum Oberst befördert, begann er den Krieg in Italien 1859 zunächst als stellvertretender Stabschef der 1. Armeekorps. Er zeichnete sich in der Schlacht von Solferino aus.  Zwischenzeitlich wurde zum Leiter des Militärhistorischen Büros in Wien ernannt. Am 11. Oktober 1862 wurde er zum Stabschef des Ban von Kroatien, Graf Jellačić, in Agram ernannt und am 13. November desselben Jahres als Brigadier in Karlovac eingesetzt. Am 29. Oktober 1863 zum Generalmajor befördert, wurde seine Brigade während des Feldzugs von 1866 der Division Wetzlar in Istrien zugeteilt. Nach der Einstellung der Feindseligkeiten wurde er am 6. September 1866 als Brigadier in Semlin eingesetzt. Am 1. August 1868 wurde er zum Feldmarschalleutnant befördert und zum Gouverneur und Militärbefehlshaber in Dalmatien sowie zum Kommandeur der Infanterie-Division Nr. 18 ernannt. Zu seinen Aufgaben zählte die Umsetzung des neuen Wehrgesetzes, was großen Widerstand in der Bevölkerung hervorrief. Während des Aufstandes in Dalmatien bat er um seine eigene Ablösung und trat nach der Übergabe des Kommandos an Generalmajor Gottfried Leopold von Auersperg am 7. November 1869 am 25. Dezember 1869 seinen neuen Posten als Kommandierender General der Infanteriedivision Nr. 10 an.
Kurz darauf, am 1. Februar 1870, wurde er zum k.k. Landwehrminister (zum Vortrag beim Allerhöchsten Oberbefehl berechtigt) ernannt, bat aber nach dem Sturz des Bürgerministeriums unter Leopold Hasner Ritter von Artha im April 1870 erneut um seine eigene Ablösung, die ihm mit kaiserlicher Entschließung vom 12. April 1870 gewährt wurde. Zunächst zur Verfügung gestellt, trat er im November 1870 endgültig in den Ruhestand. Er zog sich nach Wien und schließlich auf seine Güter in Samobor in Kroatien zurück, wo er 1894 starb.

## Ehrungen
1848 erhielt er das Ritterkreuz des ö.k. Leopoldordens, 1849 den russischen St.-Wladimir-Orden IV. Klasse, 1859 den Orden der Eisernen Krone III. Klasse sowie am 2. April 1870 den osmanischen Mecidiye-Orden I. Klasse. Bereits 1861 wurde er in den österreichischen Adelsstand erhoben und erhielt den Titel „Ritter von“.